# Джон Чилембве
Джон Чилембве (англ. John Chilembwe, 1871 — 3 лютого 1915) — один із засновників національно-визвольного руху в Ньясаленді (нині Малаві).
Здобувши освіту в американському теологічному коледжі і ставши священиком, заснував у 1900 році баптистську місію в Ньясаленді. Виступав проти колоніальної відсталості, расизму, за визволення та набуття країною незалежності від Великої Британії. Незабаром після початку Першої світової війни виступив у 1915 році як організатор повстання за незалежність, яке, не отримавши достатньої підтримки населення, було придушене, а сам Джон Чилембве був застрелений поліцією.
Ньясаленд здобув незалежність у 1964 році, взявши нове ім'я Малаві.